# Johann Bernoulli
Johann Bernoulli (27 tháng 7 năm 1667 – 1 tháng 1 năm 1748)(còn được biết đến với tên Jean hay John) là nhà toán học người Thụy Sĩ, con trai thứ 10 của Nicolaus và Margaretha Bernoulli, và là em trai của Jacob Bernoulli cũng là một nhà toán học có tiếng. Johann từng là giáo sư toán học tại trường Đại học Groningen và Basel, thành viên của viện khoa học hàn lâm Paris, Berlin và St. Petersburg, tác giả của nhiều công trình toán học tích phân và vi phân. Chính ông đã có công phát hiện và giúp đỡ nhà toán học Leonhard Euler.